# 개인정보 보호의 날

개인정보 보호의 날( 個人情報 保護의 날 , Data Privacy Day ; 유럽에서는 Data Protection Day로 알려짐)은 국제 기념일이다. 날짜는 매년 1월 28일이다.
개인정보 보호의 날은 개인정보 보호에 대한 인식을 높이고 개인정보 보호 및 데이터 보호 모범 사례를 홍보하는 목적으로 시작되었다. 현재 미국, 캐나다, 인도, 유럽 47 개국 등에서 지키고 있다.
개인정보 보호의 날은 원래 소셜 네트워크 등 온라인 상에서 개인정보를 보호해야하는 중요성에 대해 기업 및 일반 사용자의 인식을 높이는 데 중점을 두고 시작하였으며, 점차 가족, 소비자 및 비즈니스를 포함하여 교육대상이 확장되었다. 개인정보 보호의 날은 교육적 목표 외에도 기업으로 하여금 개인식별정보에 대해 사용자가 제어할 수 있는 관리도구의 개발을 촉진하고, 개인정보 보호에 대한 법률 및 규정을 준수하도록 하며, 개인정보 보호를 향상하기 위한 관련기관, 단체, 개인 들의 대화를 촉진하려는 목적을 가지고 있다. 또한 국제기념행사를 통해 정부, 업계, 학계, 비영리 단체, 개인 정보 보호 전문가 및 교육자 간의 협력을 위한 많은 기회를 제공한다.